# Eugenio Antonio Olivero
Eugenio Antonio Olivero (Bard, 21 agosto 1834 – Torino, 2 ottobre 1917) è stato un generale italiano.

## Biografia
Nato a Bard in Valle d'Aosta, era figlio di Antonio e di Teresa Danna.
Allievo nella Regia Militare Accademia di Modena, partecipò alla Seconda Guerra di Indipendenza. Il 6 aprile 1860 venne decorato con la medaglia d'argento al Valore Militare in seguito alla Battaglia di Palestro.
Il 9 febbraio 1862 ottenne l'onorificenza di cavaliere dei Santi Maurizio e Lazzaro. Partecipò alla Terza Guerra d'Indipendenza e alla battaglia di Custoza del 24 giugno 1866. Fu insignito del cavalierato dell'Ordine della Corona d'Italia il 12 giugno 1868.
Col grado di maggiore generale, il 3 giugno 1882 divenne direttore generale dell'Artiglieria presso il Ministero della Guerra a Roma.
Morì a Torino il 2 ottobre 1917.

## Opere
- L'arte militare in Italia, 1884.[1]
- La riscossa: una sezione di artiglieria da Venaria Reale alla Rocca d'Anfia, 1909.[1]